# Botosari
Botosari is een bestuurslaag in het regentschap Pekalongan van de provincie Midden-Java, Indonesië. Botosari telt 1591 inwoners (volkstelling 2010).